# Dipendra, kralj Nepala
Dipendra (27. lipnja 1971. – 4. lipnja 2001.), bio je kralj Nepala od 1. lipnja 2001. do 4. lipnja 2001. godine.

## Životopis
Otac ovog kratkotrajnog vladara je bio nepalski kralj Birendra i njegova supruga Aishwarya. Radi svog položaja najstarijeg sina što ga je automatski činilo prestolonasljednikom roditelji su Dipendru poslali na školovanje u elitnu englesku školu kako bi stekao obrazovanje za buduće kraljevske dužnosti. 
Kao i većina današnjih prinčeva s uobičajenom mješavinom novca, moći i mladosti je bio veoma popularan u svom narodu što se na kraju dokazalo potpuno nezasluženim. Na prijelazu tisućljeća Dipendra se vatreno zaljubio u Devjani Ranu s nepokolebljivom željom da ju oženi. Pošto se njegov otac Birendra tome žestoko protivio na kraju je došlo do tragedije.
Nakon što mu je otac 1. lipnja 2001. godine na obiteljskom okupljanju odbio dati dopuštenje za vjenčanje Devjani Ranu on ga je ubio iz automatske puške, nakon čega je otvorio vatru na ostatak okupljenih osoba. Kada je završio s pokoljem Dipendra pada pogođen u glavu. Danas se ne može sa sigurnošću utvrditi (zbog tajnosti izvještaja o događaju) je li on izvršio samoubojstvo kako navodi službena inačica događaja ili je pao pogođen od pripadnika kraljevog osiguranja koji su dotrčali na zvuk vatrenog oružja.
Dolaskom policijskih i bolničkih ekipa na mjesto događaja utvrđena je smrt kralja Birendre i da je njegov prijestolonasljednik princ Dipendra živ. Ranjenika su brzo prevezli u bolnicu gdje je umro 4. lipnja 2001.
Odlukom vlade Nepala koja je iznenadila cijeli svijet 3. lipnja 2001. godine Dipendra kraljoubojica je proglašen za novog kralja Nepala. Poslije njegove smrti novi kralj postaje njegov stric Gyanendra. 